# Musées d'art Serlachius Gustaf et Gösta
Les Musées d'art Serlachius Gustaf et Gösta (finnois : Serlachius-museot Gustav ja Gösta) sont deux musées d'art situés à Mänttä, Mänttä-Vilppula en Finlande.

## Description
Le musée Serlachius Gösta (fi) occupe l'ancien manoir de Joenniemi.
Le musée Serlachius Gustaf (fi) est installé dans l'ancien siège de la société G.A. Serlachius OY.

## Galerie

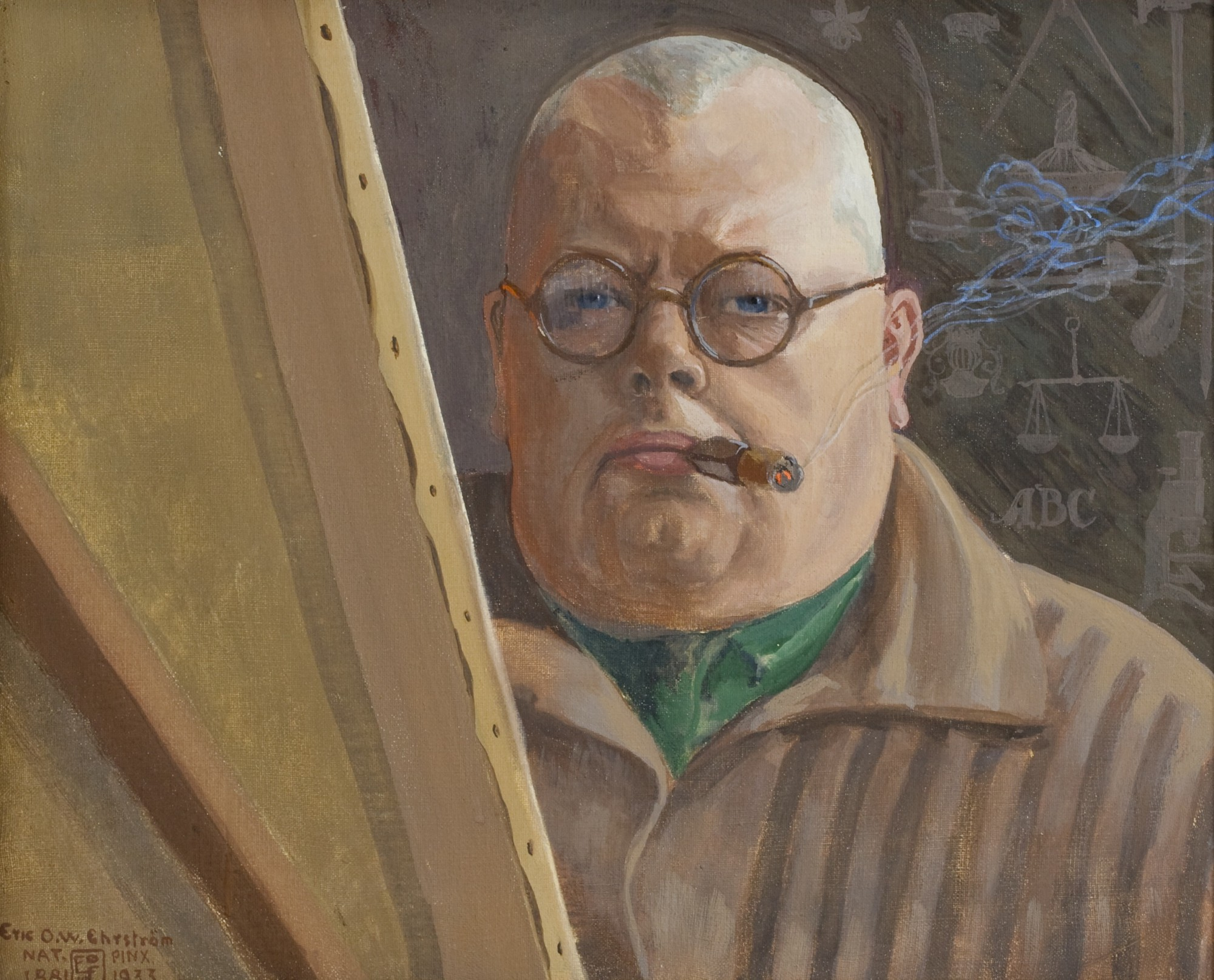
Autoportrait d'Eric Ehrström (sv).
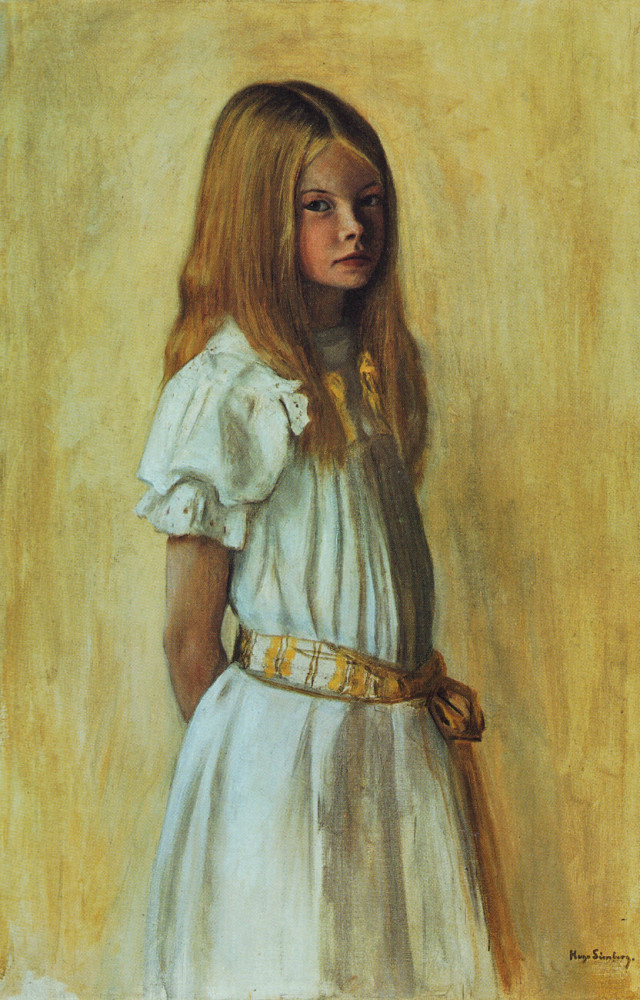
Gertrud Gadd de Hugo Simberg.
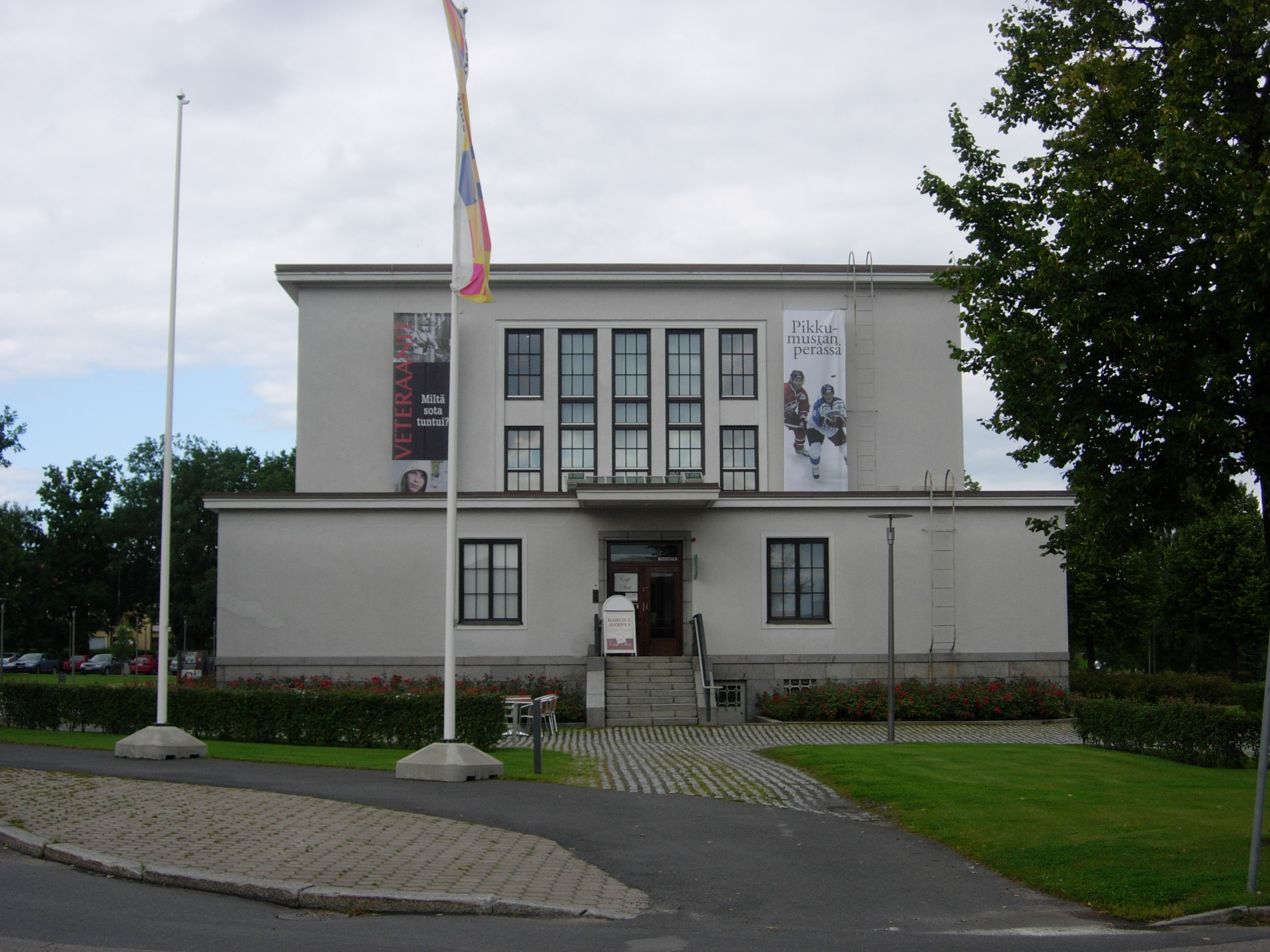
Façade sud du musée Gustaf.
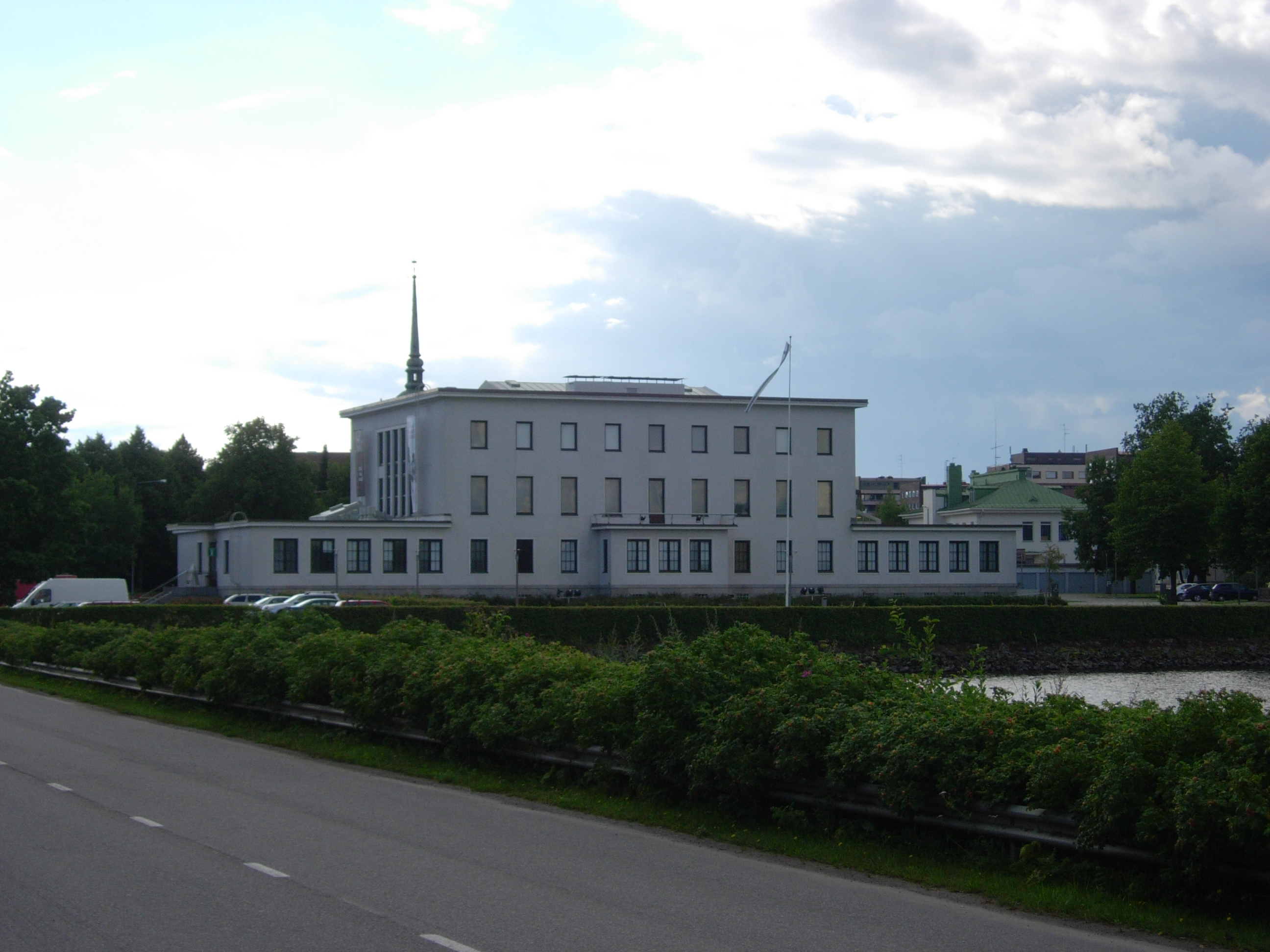
Façade ouest du musée Gustaf.
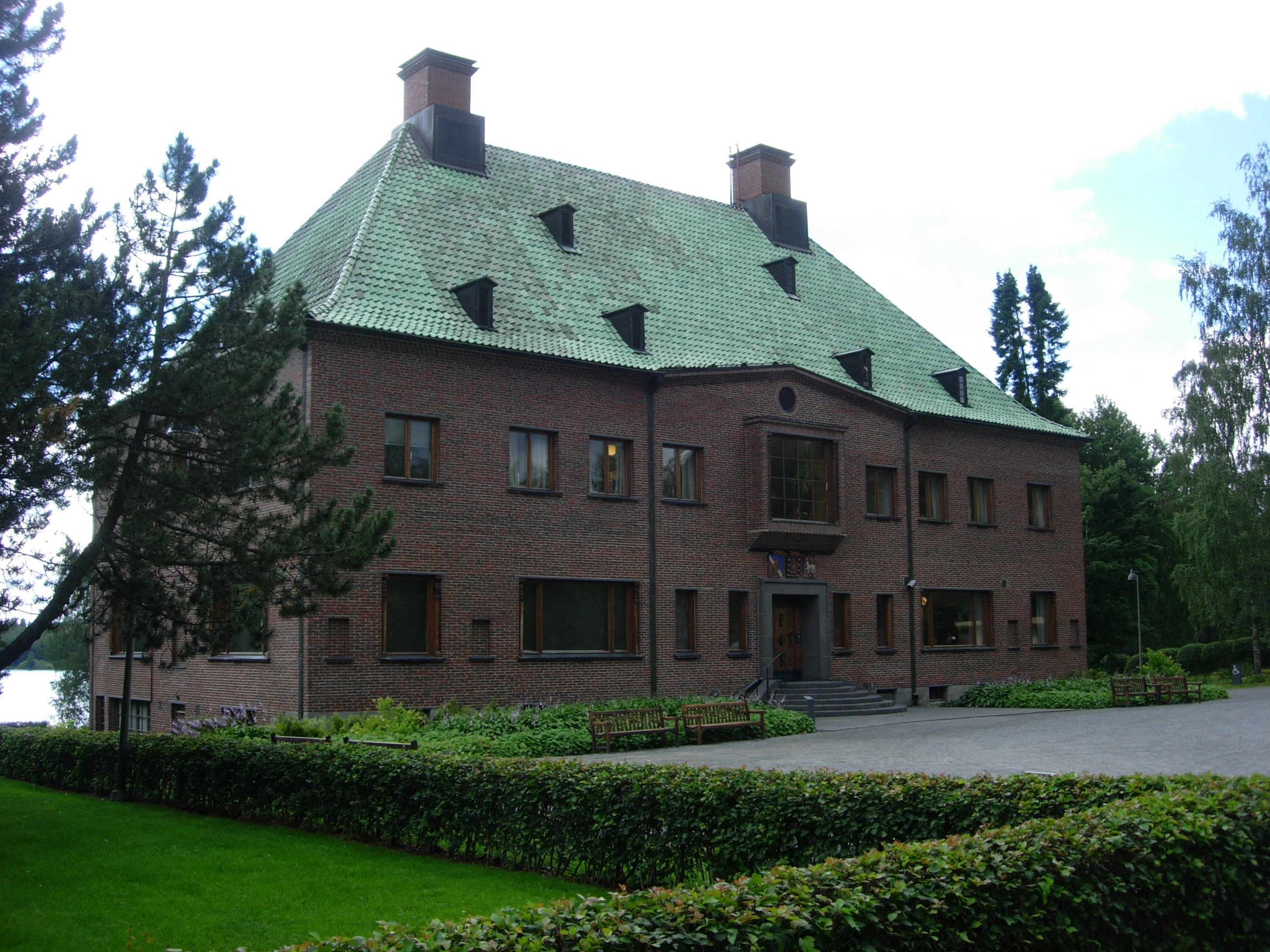
Le musée Gösta.
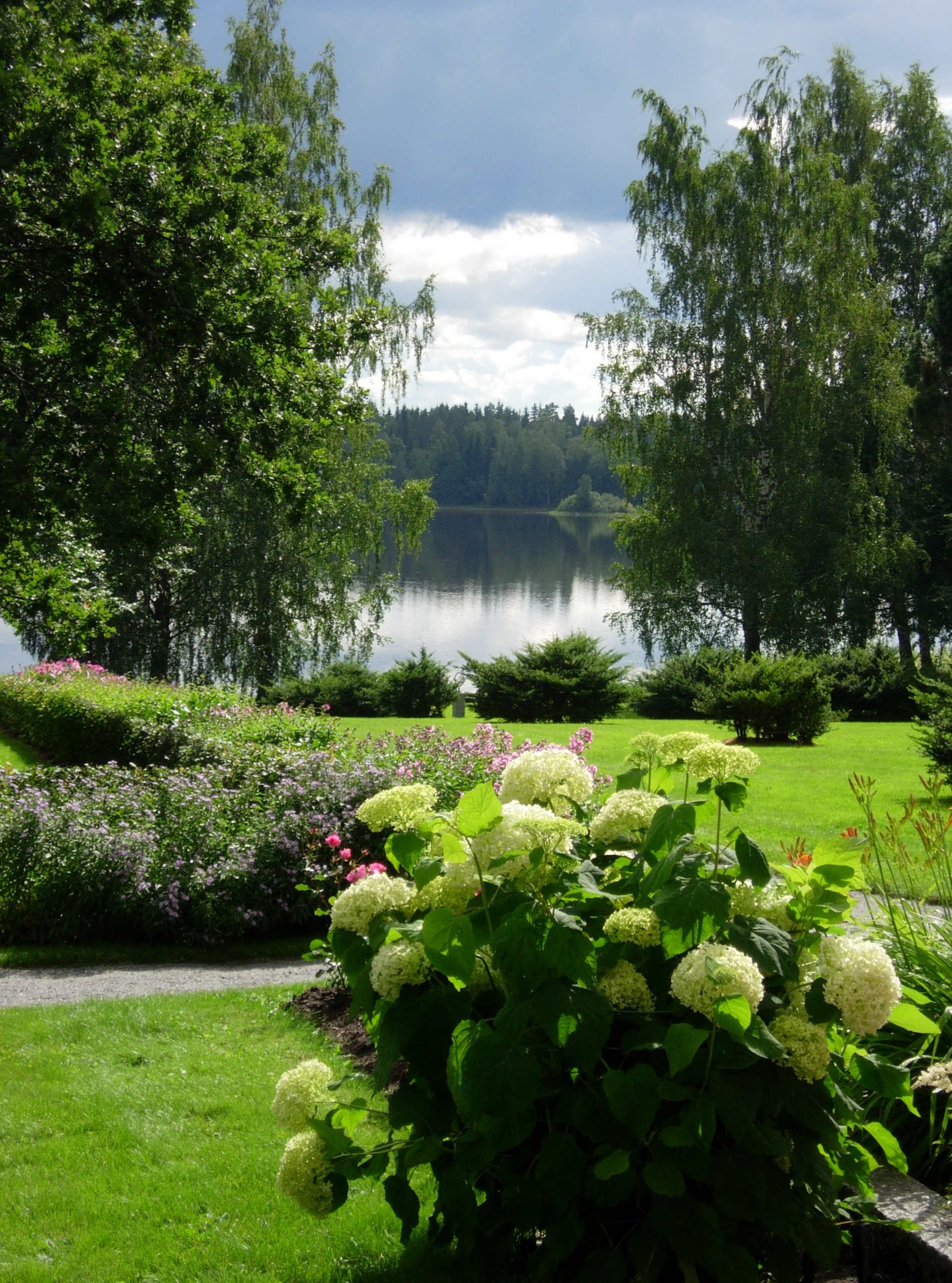
Le jardin des musées et le lac Melasjärvi.